# Сток-Польський
Сток-Польський (пол. Stok Polski) — село в Польщі, у гміні Блашки Серадзького повіту Лодзинського воєводства.
Населення — 239 осіб (2011).
У 1975-1998 роках село належало до Серадзького воєводства.

## Демографія
Демографічна структура станом на 31 березня 2011 року:
|          | Загалом | Допрацездатний вік | Працездатний вік | Постпрацездатний вік |
| -------- | ------- | ------------------ | ---------------- | -------------------- |
| Чоловіки | 117     | 26                 | 82               | 9                    |
| Жінки    | 122     | 25                 | 67               | 30                   |
| Разом    | 239     | 51                 | 149              | 39                   |